# ニコライ・エジョフ
ニコライ・イヴァーノヴィチ・エジョフ（ロシア語: Никола́й Ива́нович Ежо́в; IPA: [nʲɪkɐˈɫaj ɪˈvanəvʲɪt͡ɕ (j)ɪˈʐof], ニカラーイ・イヴァーナヴィチ・エジョーフ、1895年5月1日 - 1940年2月4日）は、ソ連の政治家。ボリシェヴィキ全連邦共産党中央委員会党統制委員会委員長、ボリシェヴィキ全連邦共産党中央委員会組織局委員、ボリシェヴィキ全連邦共産党中央委員会正委員、ボリシェヴィキ全連邦共産党中央委員会政治局委員候補、ソ連共産党中央委員会書記局書記、ソ連内務人民委員、ソ連水運人民委員、国家保安総局長を歴任した。
ヨシフ・スターリンによる指導のもと、1937年から1938年にかけて実行された大規模な抑圧である大粛清の主要な人物であり、内務人民委員部を指揮した。1937年は、ソ連におけるこの大規模な弾圧を象徴する年となり、これは「イェジョーフシナ」（ロシア語: Ежовщина, 「エジョフの時代」）と呼ばれた。1939年、エジョフは、「反ソ連のクーデターとテロリズムを準備し、外国と共謀して諜報活動に従事していた」容疑で裁判にかけられ、1940年2月に銃殺刑に処せられた。
歴史家のオレグ・フリエヴニュークは、「スターリンの立場こそが、大粛清の激化に決定的な役割を果たした。1938年1月17日、スターリンは内務人民委員エジョフに対し、新たな指令を与えた...この指令は、大粛清を主導する組織において、スターリンが果たした決定的な役割と、スターリンによる命令の執行者としてのエジョフの従属的な立場を示す証拠の一つにすぎない。粛清と大規模な実行に関するすべての重要な決定を開始したのはスターリンであることを示す文書は数多く残っているのだ」と書いた。
死後の1941年1月24日、エジョフが生前に受勲した勲章は全て剥奪された。1998年、ロシア連邦最高裁判所はエジョフの名誉回復を否定した。

## 生い立ち
ニコライ・エジョフの生まれは、公式の略歴や質問事項では「1895年、サンクトペテルブルクにて、鋳物の製造所で働く労働者の家庭に生まれた」と記述されているが、のちに行われることになる尋問では、彼は「父親はパブや売春宿を経営していた」と語っている。
1922年と1924年に行われた質問では、彼は「私はポーランド語とリトアニア語で自己紹介ができる」と記述しているが、のちに受けることになる尋問では、これを否定している。それによれば、取り調べの際に「リトアニア語とポーランド語が解る、と書いているが、これはあなたのお母さんから教わったのか？」と尋ねられたニコライは、「父も母もリトアニア語が解るが、家ではリトアニア語で会話したことは無かった。私はヴィーツェプスクにてツァーリ軍に所属していたが、この軍隊にはポーランド人やリトアニア人が沢山いた。単語や文章についてはいくつか学んだが、会話については無理だ」と語っている。また、ニコライは自身の国籍について「ロシア人である」と考えている。
1895年4月19日（ユリウス暦）、トゥーラ州クラピーヴェンスキー管区クラースネンスキー郷にてニコライが生まれた記録が、リトアニア国立歴史公文書館で発見された。歴史家のアレクシイ・イェヴゲーニエヴィチ・パヴリューコフ(Алексей Евгеньевич Павлюков)は、ニコライ・エジョフについて記した著書の中で、「彼の父、イヴァン・エジョフはトゥーラ州ヴァルホンシナ村の出身であり、カウナスに駐屯していたドンスコーイ第111歩兵連隊軍楽隊に従軍していた」と書いている。任務を終えたイヴァンはリトアニアに長く滞在したのち、地元のリトアニア人女性と結婚し、除隊後はスヴァルスキー州に移住し、ジエムストワ警備隊（ロシア帝国時代の法執行機関）での職を得た。1895年にニコライが生まれた時、一家はスヴァルスキー州マリヤンポレ郡のヴェイヴェレ村に住んでいた。3年後、父・イヴァンが昇進し、警備隊員としてマリヤンポレ郡に配属されると、一家はマリヤンポレに移住した。ニコライはここの小学校に3年間通い、1906年にはサンクトペテルブルクに住む親戚の元に預けられ、仕立て屋の技術を学んだ。1921年、ニコライは一度だけ「金属鋳造の家に生まれた」と記述し、それ以降は父親について文書で言及することは無かった。1906年まで、故郷の鍵屋工房で錠前師の見習い、その後は仕立て屋の見習いとして働く。その後、職探しでリトアニアとポーランドを放浪したのち、プチロフ工場（現在のキーロフ工場）で働いた、と記述している。
公式略歴では、「1911年以来、ニコライ・エジョフは、プチロフ工場にて錠前師の見習いとして働いていた」とされるが、エジョフが実際にプチロフ工場で働いていた事実を裏付ける証拠は無い。
1913年、サンクトペテルブルクを離れたエジョフは、両親とともにスヴァルスキー州で過ごしたのち、職探しの一環として国外へ向かい、東プロイセンのティルジットに住んだ。

## 軍歴
1915年6月、エジョフはロシア帝国陸軍に入隊した。第76予備歩兵大隊にて訓練を受けたのち、リーダ第172歩兵連隊に配属され、北西部戦線に派遣された。1915年8月14日、エジョフは病気を患い、軽傷を負ったことで、後方部隊に回された。1916年6月初旬、エジョフは砲兵工房に送られた。彼の身長は「151 cm」と小柄であり、兵役には「不適格」と判断されたためであった。ここでのエジョフは警備隊として働いた。1916年末、「兵士の中で最も読み書きができる」と判断されたエジョフは、書記官に任命された。第一次世界大戦が勃発すると、エジョフは戦闘には参加せず、1917年3月のロシア革命で帝国軍が崩壊したのち、「自己復員」した。エジョフは軍に所属したまま、1917年5月にロシア社会民主労働党に入党した。

## 政治活動
1920年代の初頭にエジョフが書き残した記述によれば、「1921年5月5日にロシア社会民主労働党の党員として認められた」という。1927年以降になると、エジョフはこの党への入党について、「1917年3月」と日付を変えるようになった。歴史家のアレクシイ・パヴリューコフが指摘しているように、ヴィーツェプスクでの党委員会の文書によれば、エジョフが仲間に加わったのは「1917年8月3日である」という。1917年の秋、エジョフは病気で入院し、1918年1月6日に部隊に復帰するも、半年間の病気休暇を理由に免職となった。トヴェリ州ヴィシュネヴォロツキー管区に移住していた両親のもとへ向かった。1917年9月、エジョフはヴィーツェプスクの鉄道連結の作業場にて錠前屋として働き、1918年8月からは、ヴイシニー・ヴォロチョークのガラス工場で働いた。のちにソ連内務人民委員に就任すると、十月革命におけるエジョフの活動は誇張され、神格化された。「ボリシェヴィキ全連邦共産党史略」の初版では、「1917年10月、ベラルーシの西部戦線にて、大衆の蜂起に向けて、同志エジョフは兵士たちを大量に動員した」と記述された。これは1938年に出版され、編纂の中心的な人物となったのはヨシフ・スターリン(Иосиф Сталин)であった。エジョフが銃殺されたのち、この文言は「共産党史略」から削除された。
1919年4月、エジョフは赤軍に召集され、サラトフの無線電信編隊の基地（のちの第二カザン基地）に送られた。最初は二等兵として、その後は基地統制人民委員会議の書記として働いた。1919年10月、エジョフは無線の専門家を養成する将校に就任した。ロシア内戦が始まると、エジョフは基地の委員を務め、ここで無線技師や電気技師の訓練を受けた。1921年4月に基地の人民委員およびタタール地域委員会の扇動宣伝部門の副官、のちにタタール地域委員会の書記長代理に選出された。1921年7月、エジョフはアントニーナ・アレクシーイェヴナ・チトヴァ(Антонина Алексеевна Титова)と結婚し、その後まもなくモスクワへ向かった。同年9月、アントニーナもモスクワへ転勤となり、化学者労働組合の文化部長として働いた。1922年2月、共産党中央委員会組織局は、地方委員会書記としてエジョフをマリ自治州に派遣した。この決定には、中央委員会書記のヴャチェスラーフ・モロトフ(Вячесла́в Миха́йлович Мо́лотов)が署名した。当時は書記官の仕事を遂行できる初級の読み書き能力を持つ人材が不足しており、エジョフは「知性のある労働者」と判断された。
1922年2月10日、共産党中央委員会組織局の決定に基づき、エジョフはマリ地方委員会の書記長として派遣された。しかし、勤務最初の日から、エジョフはマリ自治州の一部の首長と対立した。1922年10月、エジョフは休暇に出かけ、二度とここには戻らなかった。
1923年3月から1924年にかけて、エジョフはセミパラチンスク州党委員会の書記長を務めた。ヴァレリヤン・クイビシェフ(Валериа́н Ку́йбышев)が、カザフスタンにエジョフを派遣した。
1924年から1925年にかけて、ボリシェヴィキ全連邦共産党キルギス地方委員会の組織部長を、1925年から1926年にかけてボリシェヴィキ全連邦共産党カザフスタン地域委員会の書記長代理として、フィリップ・イサーエヴィチ・ゴロシチョキンの下で働いた。1925年12月に開催された第14回党大会では代表を務めた。この党大会にて、エジョフはイヴァン・モスクヴィン(Иван Москви́н)と会談した。1926年2月、エジョフはボリシェヴィキ全連邦共産党中央委員会組織部門の部長に就任し、1927年には講師として招かれた。1930年には、党中央委員会配給部門の部長に就任した。
エジョフについて、モスクヴィンは「私はエジョフ以上に理想的な労働者を知らない。労働者というよりは、『仕事人』と呼ぶべきだろうか。彼に何かを任せれば、確認せずとも、確実に遂行してくれる。しかしながら、彼には重大な欠点が1つだけある。『止め時を知らない」という点だ。実行が不可能であったり、止めるべき状況であったとしても、彼は止めないのだ。止めさせるために、傍に付いていなければならない時もあるほどだ」と語っている。
当時、カザフスタンにいた作家のユーリイ・ダンブロフスキーは、エジョフについて、「エジョフのことを悪く言う知人はいなかった。エジョフは思い遣りがあり、穏やかで、頭の回転が速い人だった」と語っている。エジョフは控えめに振る舞い、親しみやすく、快活な人物に見え、とても民主的に振る舞い、飲酒と散歩を好み、歌が上手で、詩を作っていたという。ニコライ・ブハーリン(Николай Бухарин)の妻、アンナ・ミハイロヴナ・ラリーナは1937年に逮捕され、収容所暮らしを送った。1988年に発表された彼女の回顧録『Незабываемое』（『忘れられない事柄』）ではエジョフについて触れており、自身が収容所にいたころ、「『どんな些細な要求にも応え、可能な限り助けようとしてくれた』と述べた人々に出会った」と書き残している。
逆の証言も存在しニコライ・ブハーリンによって1936年に書かれたとされる「古参ボリシェビキの書簡」に、エジョフについての記述がある。そこには「私の長い生涯のあいだに、エジョフ以上に嫌悪感を起こさせる人間には会ったことがない。私は彼を見るたびに、ある光景を連想せずにはいられない。それは、ラステラヴェヤ通りの公園にいる悪ガキどもだ。彼らのお気に入りの遊びは、パラフィン油に浸した紙を猫の尻尾に結びつけて、それに火をつけることだ。 彼らは、恐怖に陥った猫が、火から逃れようと必死に（しかし、無駄に）、通りを引っ掻き回す様子を見て喜ぶのである。私は、エジョフが子供の頃にこんなふうに楽しんでいたであろうこと、そして今も、形は違えど、同じことをし続けて楽しんでいることを、いささかも疑わない」とある。
エジョフは1929年まで組織局で働き、農業人民委員部副委員長を一年間務めた。エジョフの元上司が最高経済評議会の副議長に就任すると、エジョフは組織局の局長として復帰した。1930年11月、エジョフはスターリンと出会った。エジョフはスターリンの人事政策を推し進め、1934年まで組織部門を担当した。1933年から1934年にかけて、エジョフはボリシェヴィキ全連邦共産党中央委員会の委員として、党の「浄化」にあたった。1934年1月から2月にかけて開催された第17回党大会において、エジョフは資格証明委員会の委員長を務めた。1934年2月、エジョフはボリシェヴィキ全連邦共産党中央委員会組織局委員、党中央委員会委員、ボリシェヴィキ全連邦共産党中央委員会傘下の党統制委員会委員長に選出された。エジョフを党中央委員会に紹介し、中央委員会党統制委員会委員長に任命したのはスターリンであった。1935年2月には、党中央委員会委員長および党中央委員会書記に就任した。1934年3月から1935年3月にかけて、党中央委員会産業部門の部長を、1934年12月から1936年2月にかけては、党中央委員会党指導部を統率した。1934年3月から1936年1月にかけて、党中央委員会の計画・貿易・財務部門、1935年2月から8月にかけては、党中央委員会の政治・行政部門の部長を務めた。
1934年12月1日、セルゲイ・キーロフ(Сергей Киров)がレオニード・ニコラーエフの手で殺されると、エジョフはスターリンからの指令を受けて、暗殺事件の捜査を指揮した。キーロフの殺害には、「リェフ・カーメネフ(Лев Ка́менев)、グリゴリー・ジノヴィエフ(Григо́рий Зино́вьев)、リェフ・トロツキー(Лев Тро́цкий)が関与している」と結論付けたが、この告発は虚偽である。エジョフは、内務人民委員部国家安全保障総局の局長でエジョフの第一副官、ヤーコフ・アグラーノフ(Яков Агранов)とともに、前任者のゲンリフ・ヤゴーダ(Генрих Ягода)とその支持者に対する陰謀を企んだ。
1937年の第17回ボリシェヴィキ全連邦共産党大会において、エジョフは党中央委員会政治局委員候補に選出された。

## 内務人民委員

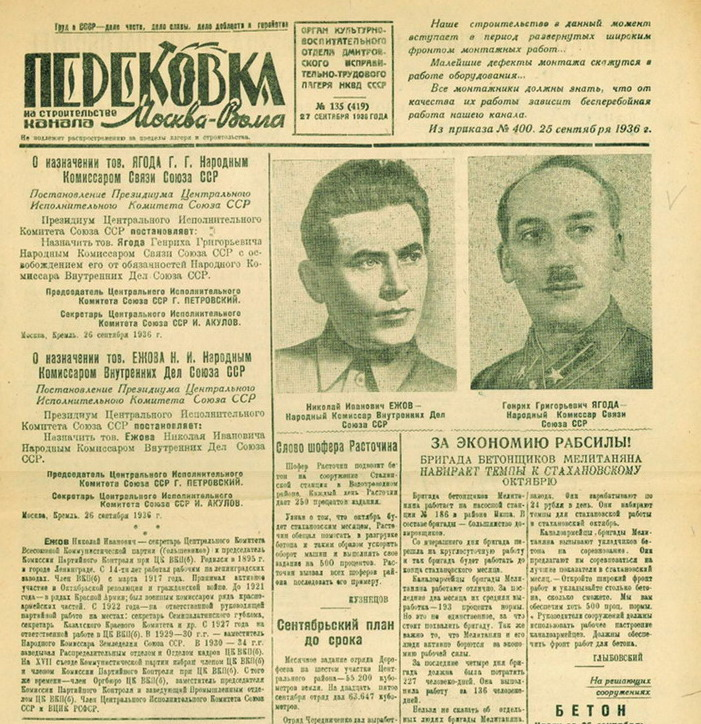
1936年9月27日付の強制収容所新聞『ペレコーフカ』（『再鍛錬』）の一面にて、ニコライ・エジョフがゲンリフ・ヤゴーダの後任となった趣旨が発表された。

1936年9月26日、ゲンリフ・ヤゴーダの後任として、エジョフはソ連邦内務人民委員に任命された。1936年10月1日、エジョフは職務に就くにあたり、内務人民委員部の最初の命令書に署名した。エジョフは国家の治安機関、警察、消防署、幹線道路の管轄にも従事することになった。内務人民委員に就任したエジョフは、幹部会議の場で以下のように発言した。「私の小柄な身体に注目している場合ではない。私のこの両手は丈夫にできている。スターリンの手なのだからな」「諸君らに通告する。人民の敵との闘いを妨害する者は、地位や階級に関係なく投獄し、射殺する」
内務人民委員部国家安全保障総局長に就任したエジョフは、「反ソ連活動」「諜報活動」、党内の「粛清」、社会的、組織的、国家的理由に基づく大量の逮捕、国外追放の疑いのある人物に対する弾圧を実行に移した。エジョフの任務は、1937年の夏ごろから系統立った性質を帯びるようになり、それに先立つ形で、内務人民委員部にいたヤゴーダの関係者たちは「浄化」された。1937年3月2日、ボリシェヴィキ全連邦共産党中央委員会総会が開かれた。これに出席したエジョフは、諜報活動や捜査の失敗を指摘し、部下を厳しく批判した。総会は、エジョフによるこの報告を承認し、内務人民委員部の内部を「一掃するように」との指令をエジョフに与え、エジョフはこの指令を直ちに実行に移した。1936年10月1日から1938年8月15日にかけて、2273人が逮捕された。このうちの1862人は、「反革命容疑」で逮捕された。1939年には、内務人民委員部の職員が937人解雇された。
1937年7月17日、エジョフは「内務人民委員部を統率し、政府の任務の遂行に際して傑出した成功を収めた」ことにより、レーニン勲章を授与された。地元の内務人民委員部の機関に対し、逮捕、収容所や刑務所への投獄、国外追放、銃殺となった者たちの人数を公開するよう指令が出されたのはエジョフが就任してからのことであった。
1936年12月の本会議の場で、エジョフはニコライ・ブハーリン(Николай Бухарин)とアレクシイ・ルイコフ(Алексей Рыков)を裁判にかける趣旨を述べ、1937年2月に彼らの逮捕状に署名した。

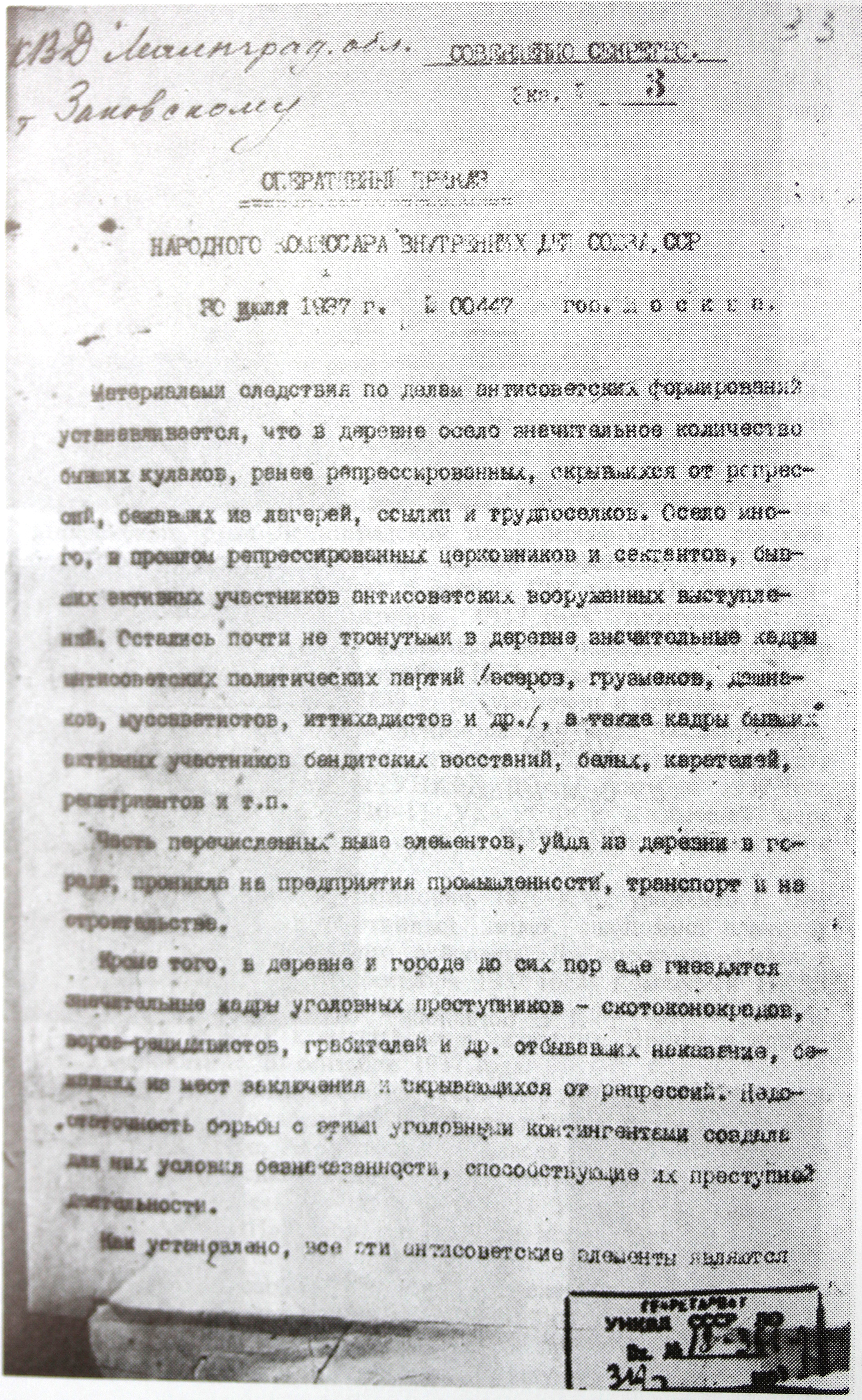
ソ連内務人民委員令第00447号

1937年7月30日、「ソ連内務人民委員令第00447号」（ソ連内務人民委員部作戦司令第00447号『元富農、犯罪者、反ソ連分子の抑圧作戦について』）が発令され、エジョフはこれに署名した。1937年1月から1938年8月にかけて、エジョフはスターリンに対し、約1万5000通もの特別伝達を送った。それらは、逮捕、懲罰作戦、特定の抑圧行為の承認要請および尋問の手続きについての報告を記したものであった。スターリンの執務室への訪問記録誌によれば、エジョフは1937年から1938年にかけてスターリンの元を290回訪れ、850時間以上の時をスターリンとともに過ごした。スターリンの元を訪れた回数がエジョフよりも多い人物はヴャチェスラーフ・モロトフである。
逮捕された者たちの処遇を決めるにあたり、「内務人民委員部およびソ連検察委員会」や、超法規的な抑圧機関である「内務人民委員部トロイカ」の存在があった。特別な権限を持つ三人組で構成されたこの委員会は、逮捕者を刑務所や強制収容所に投獄する権利や、銃殺刑を宣告する権利を与えられた。「レーニン親衛隊」の一掃において、エジョフは重要な役割を果たした。ヤン・ルズターク(Ян Ру́дзутак)、スタニスラフ・コシオール(Станислав Косиор)、ヴラス・チュバーリ(Вла́с Чуба́рь)、パーヴェル・ポスティシェフ(Павел Постышев)、ロベルト・エイヒェも犠牲になった。逮捕された者たちはいずれも殴る蹴るの拷問を受けたのち、銃殺刑に処せられた。1937年6月の「トロツキスト反ソ連軍事組織事件」では、ミハイル・トゥハチェフスキー(Михаил Тухачевский)が有罪判決を受け、銃殺された。カーメネフ、ジノヴィエフ、イヴァン・スミルノフ(Ива́н Смирно́в)は1936年8月25日に銃殺された。この三人が撃たれた際に使われた銃弾はゲンリフ・ヤゴーダが自宅に保管していたが、ヤゴーダが逮捕された際に押収された。のちにこの銃弾はエジョフの手に渡り、エジョフはこれを自宅に保管していた。エジョフは逮捕者を尋問する際に、彼らを拷問にかけた。1937年9月22日、ソ連の将軍、イェヴゲーニイ・カルロヴィチ・ミレル(Евгений Карлович Миллер)は、パリにいたところを拉致され、モスクワまで連行された。敬虔なキリスト教徒であったミレルはエジョフに手紙を綴り、「教会へ行かせて欲しい」と要請したが、エジョフは返事を寄越さなかった。1939年5月11日、ミレルは銃殺された。ウクライナ民族主義者組織の指導者、イェヴヘーン・ミハイロヴィチ・コノヴァレツ(Євген Михайлович Коновалець)は、1938年5月23日、オランダにて、パーヴェル・スドプラートフから手渡された「チョコレートが入った箱に偽装した爆破装置」で殺された。
歴史家のニキータ・ペトロフは、「1937年から1938年にかけて、150万人が逮捕された」と指摘している。1921年から1953年にかけて、政治的理由で処刑された79万9455人のうち、1937年から1938年にかけては68万1692人が処刑された。20人に1人が死刑判決を受け、残りは強制収容所に送られた。大粛清のころは、2人に1人が死刑判決を受けていた。18か月間で154万8366人が政治的理由で逮捕され、1日につき平均1万5000人が銃殺された。1937年には、9万3000人が「スパイである」とみなされて処刑された。
「敵」を情け容赦なく討ち滅ぼす人物として、エジョフに対する一種の崇拝が起こった。1937年から1938年にかけて、エジョフはソ連において、スターリン、モロトフ、クリメント・ヴォロシーロフ(Климент Ворошилов)に次ぐ、強力な指導者となった。エジョフの肖像画は新聞に掲載され、党大会の会場や、強制収容所の壁にも掲げられた。挿絵画家のボリス・エフィーモフが描いた、装甲手袋の上から、人民委員がトロツキストとブハーリン派を象徴する蛇を掴んでいる絵がある。また、エジョフは文章を書くのが得意であった。ソ連最高裁判所軍事諮問委員会の副委員長、アナトーリイ・ウコロフは、「ニコライ・イヴァーノヴィチが高等教育を受けたことが無い人物であることを知らなければ、『教養のある人は、これほど綺麗な文章を書くのか。言葉を巧みに使うのか』と思うかもしれない」と評している。エジョフ自身、質問事項には「初等教育は終えていない」と率直に記述している。
スターリンの時代には「イェジョーフシナ」(Ежовщина, 「エジョフの時代」)なる用語は登場しなかった。1937年12月、チェーカー創立20周年を記念する厳粛な集会の場で、アナスタス・ミコヤン(Анастас Микоян)は以下のように述べた。「同志エジョフから学びましょう。彼が同志スターリンから学んでいるように」
1935年の初頭の時点で、ソ連における囚人の数は100万人を超えており、そのうちの72万5500人が収容所で「雇用」されていた。1936年から1938年にかけて「恐怖」が解き放たれた。党と行政機関の中枢人物のみならず、ソ連社会のあらゆる層の人々、-共産党員以外の一般労働者、農民、従業員- も、収容所に送られるか銃殺された。1937年から1938年にかけての「イェジョーフシナ」は、大粛清の最高潮に達した。
1938年4月8日、エジョフはソ連水運人民委員(Народный комиссариат водного транспорта СССР)に任命された。

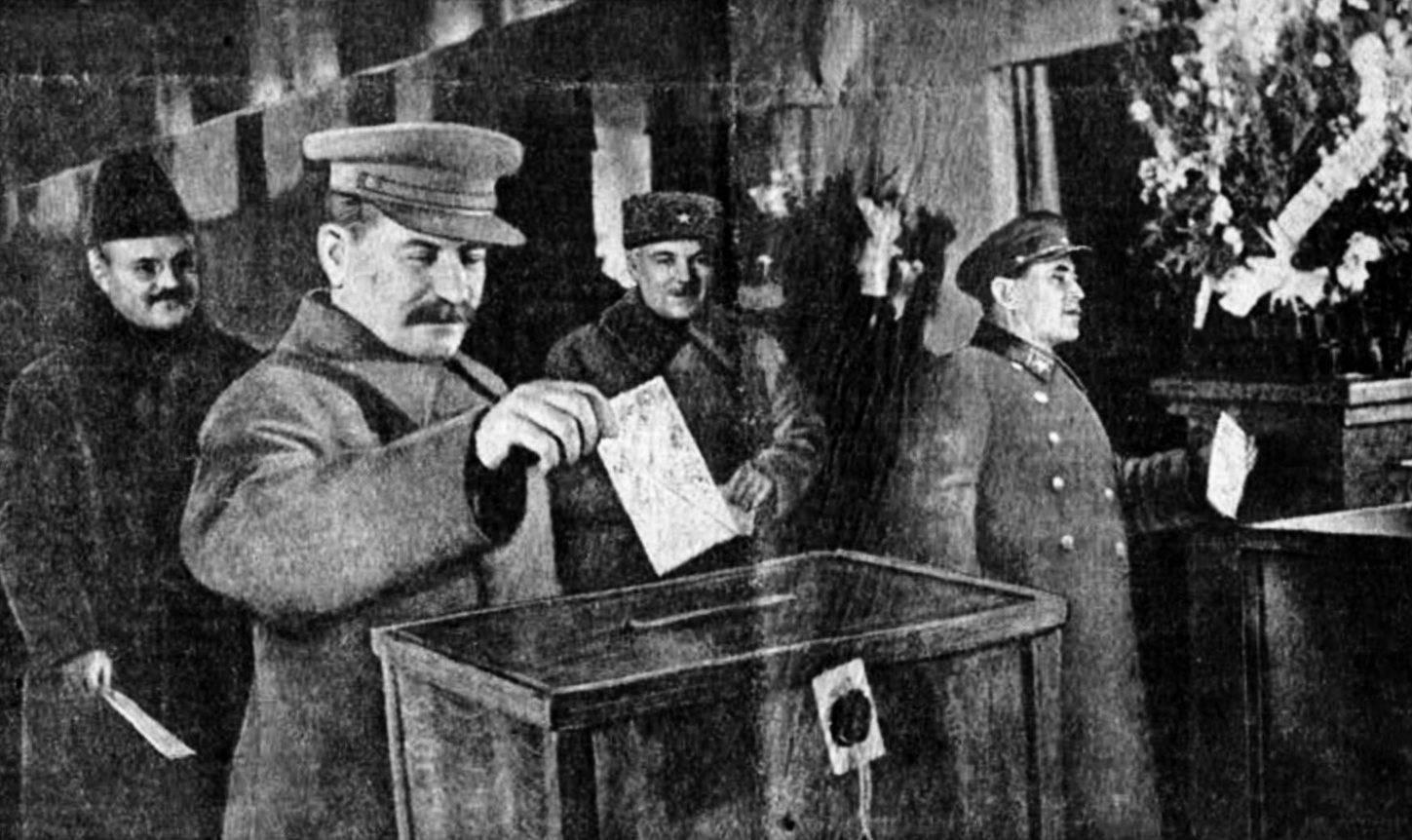
1937年12月に実施された、ソ連最高評議会議員選挙の様子。写真右端にいるのがエジョフ

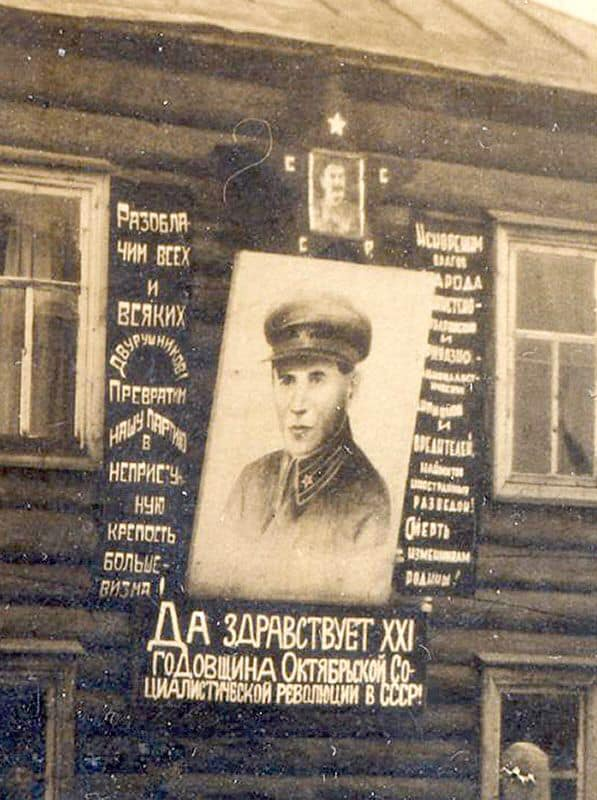
エジョフが解任される17日前、強制収容所の建物の壁に貼られたエジョフとスターリンの肖像画。
下部：「ソ連10月社会主義革命21周年万歳！」
左：「あらゆる裏切り者を摘発しよう！我が党をボリシェヴィズムの難攻不落の要塞に変えようではありませんか！」
右：「人民の敵、害虫、外国の諜報機関に雇われた工作員を根絶やしにしよう！祖国を裏切った者には死を！」と書かれている。

## 凋落
1938年8月22日、エジョフの第一副官としてラヴリェンチー・ベリヤ(Лаврентий Берия)が任命された。1939年9月29日には、国家安全保障総局の局長に任命されている。これが何を意味するのか、エジョフとその部下には分かっていた。エジョフの副官、ミハイル・フリノフスキー(Михаи́л Фрино́вский)は、「手綱をしっかりと握っていて下さい」「ベリヤの部下を我々の機関に立ち入らせてはなりません」と助言した。内務人民委員部の実質的な権力はエジョフからベリヤの手に移り、エジョフの運勢に陰りが見え始めた。
1938年10月、内務人民委員部イヴァノヴォ地方局長、ヴィークトル・ジュラヴリョフは、党中央委員会に書簡を送り、その中でエジョフの重大な行動について報告している。彼は、内務人民委員部の一部の将校が取った疑わしい行動について、エジョフに繰り返し報告した。彼らは無実の人々を数多く逮捕したが、「人民の敵」に対しては何もしなかった、と書いた。エジョフはこの糾弾に対して無視を決め込んだ。エジョフの新たな副官となったベリヤは、ジュラヴリョフによるこの書簡に興味を抱き、1938年11月14日、これについてまとめた覚書をスターリンに送った。1938年11月19日の中央委員会政治局の会議でこれが議題に上がった。スターリンは、エジョフを役職から解任するための正式な口実に利用した。11月23日、エジョフは政治局とスターリンに宛てて辞表を書き、その中で、内務人民委員部とソ連検察庁にはさまざまな「人民の敵」が潜入していたが、彼らの存在について見落としていた責任を綴った。エジョフは、内務人民委員部に所属していた多くの諜報員や職員たちがロシア国外に逃亡したことの責任を取ることにした。1938年、極東管区の内務人民委員部長官、ゲンリフ・リュシコフ(Генрих Люшков)は日本に亡命し、ソ連邦ウクライナ共和国の内務人民委員部長官で内務人民委員部トロイカの委員の一人、アレクサンドル・ウスペンスキーは行方をくらました。1938年11月14日、エジョフはモスクワからウスペンスキーに電話をかけ、「あなたはモスクワに召喚され、取り調べを受けることになる」「自分がこれからどうすべきか、あなたには分かっているはずだ」と告げた。エジョフの第一副官に任命されたベリヤは、エジョフの仲間を逮捕するよう指令を出した。1938年8月の初旬、エジョフは部下を自身のダーチャに呼び、「全ての捜査を速やかに終わらせ、真相解明が不可能となるようにする必要がある」と述べた。エジョフの側近で内務人民委員部トロイカの委員の一人であったミハイル・リトヴィンは、逮捕される前に銃で自殺した。1938年8月にエジョフのダーチャに集まった際、リトヴィンは「事態の悪化を感知した場合、私は自殺します」と発言していた。ウスペンスキーがモスクワを訪れた際、エジョフは現実逃避するかの如く酒を飲んでいた。ウスペンスキーは入水自殺を装い、「ドニエプル川で私の死体を探して下さい」との覚書を残して逃亡した。翌日、ベリヤの命令で、ウスペンスキーは指名手配となった。ベリヤはウスペンスキーの残した覚書を信じず、直ちに国境警備の強化と逃亡者の捜索を命じた。ウスペンスキーの逃亡を知ったスターリンは激怒し、「ならず者を捕らえよ」とベリヤに命じた。1938年11月22日、スターリンがベリヤに宛てた覚書には、以下のように記述されていた。
「チェキストに任務を課す。何としてでもウスペンスキーを捕らえるのだ。一人のならず者...地下に潜伏し、同志たちを見くびったウスペンスキーを捕らえることすらできない。チェキストの名誉は傷付けられ、辱めを受けた。これは到底容認できる事態ではない」
スターリンがこれを書いた時点では、エジョフはまだ内務人民委員であったが、スターリンからの信頼は無くなっていた。エジョフはウスペンスキーのことを高く評価しており、ウスペンスキーを逮捕させたくはなかった。ウスペンスキーはスターリンの命令に忠実に行動した死刑執行人であった。逃亡したウスペンスキーの捜索活動に従事した者たちは、名誉勲章を授与された。1939年4月、ウスペンスキーは捕らえられ、1940年2月26日に銃殺された。ウスペンスキーの妻・アンナは、夫が失踪した一週間後に逮捕され、1940年3月に銃殺された。1989年、アンナは名誉回復となったが、ウスペンスキーは名誉回復されていない。スターリンの秘密諜報機関は、「誰が有罪で、誰が無罪なのか」については一切気にしなかった。党が「必要だ」と言えば、コムソモール(Комсомол)は「はい」と答え、実行に移すだけである。ソ連における権力は常にそうなっていた。
エジョフはリトヴィンを自身の第一副官および国家安全保障総局長に任命するつもりであったが、1938年8月22日、スターリンはベリヤをこの役職に任命し、ウスペンスキーやリトヴィンは不安を覚えるようになった。1938年11月に提出した辞表の中で、エジョフは「人員の配置については、無駄のないやり方で、適材適所に取り組んだ」と主張した。自身の逮捕が差し迫っていることを予感したエジョフは「私の70歳の母には手を出さないで欲しい」「私の任務には、斯様な欠陥や失態こそあれ、中央委員会の日々の指導のもと、私は敵を見事なまでに粉砕した、と言っておかねばなりません」と綴った。
1938年11月24日、エジョフは内務人民委員の役職を解任された。ボリシェヴィキ全連邦共産党中央委員会書記および党統制委員会委員長の役職には留まった。1938年12月9日、プラヴダ(Правда)は「同志ニコライ・イヴァナヴィチ・エジョフは本人の希望に基づき、内務人民委員の任務を解かれ、水運人民委員の役職に就いた」と報道した。
1939年1月21日、エジョフはレーニンの没後15周年を記念する厳粛な追悼集会に出席したが、3月10日に始まったソ連共産党第18回党大会の代表には選出されなかった。中央委員会の委員として、エジョフには党大会に出席する権利があった。エジョフは複数の会議に出席し、発言しようとしたが、許可されなかった。また、エジョフは中央委員会の新たな委員にも選出されることは無かった。
1939年1月10日、ヴャチェスラフ・モロトフは、職場に遅刻してきたエジョフを正式に叱責した。自身の破滅を予感していたエジョフは、酒を飲むようになった。
1939年4月9日、エジョフはソ連水運人民委員の役職も解任され、これは河川人民委員と海軍人民委員に分割された。

## 逮捕
水運人民委員の役職を解任された翌日の1939年4月10日、エジョフはゲオルギー・マレンコフ(Георгий Маленков)の事務所にて、ラヴリェンチー・ベリヤに逮捕された。パーヴェル・アナトーリエヴィチ・スドプラートフ(Па́вел Анато́льевич Судопла́тов)によれば、エジョフの逮捕にはベリヤの側近、ボグダン・コブロフ(Богдан Кобулов)も関わっていたという。エジョフの逮捕状第2950号には、ベリヤが署名した。
逮捕されたエジョフは、スハーノフカ特別体制刑務所に収監された。逮捕の数日後、エジョフは発作の症状を起こした。彼は突然叫び始め、拳で扉を叩き、意識を喪失した。管制官から呼び出された医師は、「アルコール依存症患者によく起こる、飲酒後の神経発作だ」と指摘した。鎮静剤の注射を受けている間、エジョフは数日間、寝台に横たわることを許された。11巻からなる犯罪記録「第510号」によれば、エジョフはアナトーリイ・エサウロフとボリス・ロドスから尋問を受けた。その尋問は、「身体的影響力のある手段」を用いて行われた。これの意味するところは、エジョフは「ひどく殴られた」である。
ニコライ・エジョフに対する起訴状には、「クーデターを準備するにあたり、エジョフは志を同じくする共謀者を通してテロリストを鍛え上げ、機会が到来し次第、実行に移す手筈であった。エジョフとその共犯者、ミハイル・フリノフスキー、イェフィーム・エフドキモフ、イズラエル・ダギンは、1938年11月7日に反乱を準備し、エジョフを鼓舞した者たちの計画によれば、赤の広場での示威運動の最中に、党と国家の指導者に対するテロ行為を起こすことになっていた」「ソ連人民からの共感や支持は無く、エジョフはエフドキモフやフリノフスキーらとともに、裏切りの計画を実行に移すため、党、ソ連国内、軍隊、その他の組織内において、諜報と陰謀の網を張り巡らせた。中央と地方の双方で、党、ソ連、内務人民委員部の任務における最も重要な分野で破壊工作活動に幅広く従事し、党に忠実な幹部を一掃し、ソ連の軍事力を弱体化させ、ソ連の労働者の不満を刺激した」と書かれた。さらにエジョフは、「男色」の罪でも告発された。1934年3月7日、ソ連中央執行委員会幹部会が発令した「男色に対する刑事責任について」が公布され、ソ連においては男色は「犯罪」となった。エジョフの同性愛行為の相手として、モスクワ芸術劇場の演出家、ヤーコフ・ボヤルスキー、ボリシェヴィキ全連邦共産党カザフスタン地域委員会第二書記のフィリップ・イサーエヴィチ・ゴロシチョキン、師団政治委員のヴラジーミル・コンスタンチーノフ、イヴァン・ジェミェンチェフ(Иван Дементьев)らの名前が挙がった。精神病院に送られたイヴァン・ジェミェンチェフを除き、彼らはいずれも全員銃殺された。エジョフが15歳のころに、同性愛の傾向が見られたという。起訴状には、「エジョフは男色行為に耽溺し、『反ソ連および利己的な目的のために行動していた』と記述された。
1940年2月1日、エジョフは以下の5つの容疑で告発された。
1. 軍隊と内務人民委員部の組織における、反ソ連を企む陰謀組織の指導者であった
2. ポーランド、ドイツ、日本、イギリスの諜報機関と協力し、諜報活動に従事し、祖国を裏切った
3. ソ連において政権を奪取するため、武装蜂起を準備し、党と政府の指導者に対するテロリズムを準備した
4. ソ連および党の組織機構において、破壊工作に従事した
5. 冒険主義的、出世主義的な目的のために、自分自身の架空の「水銀」中毒に関する事件を起こし、自分に不都合な人物や、自身の反逆行為を暴露する可能性のある人物の一連の殺害を組織し、男性と性的関係を持った（同性愛）

内務人民委員部捜査局上級捜査官、ヴァスィール・ティモフィーヨヴィチ・セルヒーイェンコは、エジョフの起訴状に署名した。
裁判の前夜、ベリヤはエジョフと対面し、「全てを正直に話せば、命は助ける」と述べた。スハーノフカ特別体制刑務所からベリヤに宛てた手紙で、「党の義務として当然のこととして受け入れた過酷な結論にもかかわらず、私は党と同志スターリンに対し、最後まで忠実であることを良心に誓って保証します」と綴った。
1940年2月2日、ヴァシーリー・ウルリフ(Васи́лий У́льрих)が議長を務めるソ連最高裁判所軍事諮問委員会による非公開の裁判が開かれた。エジョフは、自身が工作員、テロリスト、共謀者であることを否定し、自白については「激しい殴打を受けたためだ」との声明を発表した。この日の前日、ベリヤから言われた「全てを正直に話せば、命は助ける」との約束について言及し、「嘘を吐くぐらいなら死を選びます」と述べた。
最後に弁明の機会を与えられたエジョフは、諜報行為やその他の犯罪について、「自白させられた」「起訴状にある犯罪は犯していないし、無実である」と主張した。エジョフは、「ベリヤとの会話のあと、私は死んだ方がいいと思ったが、法廷では真実だけを話すことに決めた。予備調査の間、私はスパイではない、テロリストではない、と述べたが、彼らは私を信じず、酷い暴行を受けた。25年に亘る党生活の中で、私は真剣に敵と戦い、討ち滅ぼしてきた。私にも銃殺に値するだけの罪はある。それについてはあとで話すが、起訴状にあるような罪は犯してはいない」、「私は1万4000人のチェキストを粛清したが、粛清は不十分であった。それが私の落ち度だ...私は周囲を敵に囲まれていた」と述べた。彼は自分の運命について受け入れていたが、「私の甥たちには何の責任も無い。抑圧しないで欲しい」「私の母の老後と娘の世話を保障して欲しい」、「酒を飲んだのは確かだが、私は骨身を惜しまず働いた...予備調査の際に、私がテロ行為の疑いについて書いた時、私の心は酷く痛んだ。私はテロリストではない、と主張したい。仮に私が政府の誰かに対してテロ行為に及ぶとすれば、その目的のために誰かを採用するような真似はしない。機械装置を使えばいつでもできただろう」と述べた。
エジョフは最後に、「スターリンに伝えて欲しい。私の身に起こったことは全て偶然の産物である。人民の敵がこれに関与した可能性は否定できないが、私はその可能性を見落としていた」「スターリンに伝えて欲しい。私はあなたの名を叫んで死ぬだろう、と」と述べた。また、男色行為については起訴されることは無かった。

## 最期
| エジョフがスターリンとともに写った写真 |  | 処刑されたのち、エジョフの姿は写真からも抹消された |
| エジョフがスターリンとともに写った写真 |  | 処刑されたのち、エジョフの姿は写真からも抹消された |

1940年2月3日、エジョフは死刑を言い渡された。エジョフのほかにも、ミハイル・フリノフスキー、ニコライ・フョードロフ、サムイル・ジェノトゥキン、ニコライ・ニコラーエフ＝ジューリットが死刑判決を受けた。
1940年2月4日、ニコライ・エジョフは、スハーノフカ特別体制刑務所にて、ヴァシーリー・ブロヒンの手で銃殺された。パーヴェル・スドプラートフによれば、「処刑場に連れて行かれる際、エジョフは共産革命の歌・インターナショナルを口ずさんでいた」という。エジョフの遺体は火葬され、ドンスコーイ墓地の「引き取り手がいない、無銘の遺骨の墓」に埋葬された。
サムイル・ジェノトゥキンは1994年5月に名誉回復となった。
エジョフの裁判と処刑については、報道機関でも無線放送でも一切報道されず、エジョフは誰にも気付かれないまま、地上から姿を消した。ソ連における一部の地名の名前がエジョフの名に敬意を表して変更されたこともあるが、1939年にエジョフが逮捕されてからは、それらの名前は再び変更された。「ボリシェヴィキ全連邦共産党史略」の初版では、「1917年10月、ベラルーシの西部戦線にて、大衆の蜂起に向けて、同志エジョフは兵士たちを大量に動員した」と記述された。エジョフが銃殺されたのち、エジョフにまつわる文言は「共産党史略」から削除された。
1998年、ロシア連邦最高裁判所は、スターリンの部下たちに対する名誉回復を求める請求を認可した。ゲンリフ・ヤゴーダ、ニコライ・エジョフ、ラヴリェンチー・ベリヤ、ヴィークトル・アバクーモフ(Виктор Абакумов)は、何の罪もない人々に対して行われたときと同じく、罪をでっちあげられて逮捕され、裁判にかけられ、処刑された。これらスターリンの配下たちに対して提起された公式の告発には、諜報活動、妨害行為、「右翼的傾向」、トロツキズム、テロリズム、反逆罪、その他の「反ソ連の犯罪」が含まれていた。
1998年、ロシア連邦最高裁判所軍事諮問委員会は、エジョフについて「名誉回復の対象ではない」と宣言した。諮問委員会は、「エジョフは、本人にとって望ましくない人物の殺害を数多く組織した。本人の妻を含めて、彼にとって好ましくない人物を殺した。エジョフはソ連と友好国の関係を悪化させ、ソ連と日本の軍事衝突を促進した。エジョフの命令に従い、内務人民委員部の将校の作戦によって、1937年から1938年の間だけで150万人以上の市民が弾圧され、そのうちの約半数は銃殺されたのだ」との声明を発表した。エジョフの名誉回復は拒否されたが、エジョフの行動の一部については「無罪である」と示唆された。ロシア連邦最高裁判所は、エジョフについて「自ら組織したテロリズムの犠牲者となった、と見做すわけにはいかない」との結論を下した。エジョフの後任となったラヴリェンチー・ベリヤの名誉回復についても拒否する宣言が2000年に下された。ベリヤは「政府の高位」に就いており、「『弾圧、すなわち自国民に対する大量虐殺』を組織した。政治的弾圧の犠牲となった者たちの名誉回復に関する法律は、ベリヤには適用されない」との決定が下された。彼らの名前はロシア語において普通名詞となり、「Бериевщина」（「ベリヤ体制」）、「Ежовщина」（「エジョフ体制」）と呼ばれるようになった。彼らはいずれも死刑執行人であるが、のちに告発されることになる。ただし、その告発内容については根拠が無い。歴史学者のナンシー・アドラー(Nancy Adler)は、「彼らの死後の名誉回復の可能性は、法治国家の構築を目指すロシアにとって、複雑な法的問題を惹き起こすことになる」「1980年代後半から1990年代にかけてのロシアの法律では、死刑執行人に対する寛大さを規定していない。これらの法律は、まさにスターリンの手先である死刑執行人たちの命令で殺された無実の犠牲者たちの名誉を回復するために制定された」「スターリンの手先たちが無罪となった場合、彼らの犠牲者に対する新たな嘲笑を意味することになるだろう。ロシアの人権活動家も、このような行為は民主主義の確立に苦労している国にとって悪しき前例となる、と考えている」と書いた。
1939年まで収容所や刑務所でなんとか生き延びた人々は、「不当な抑圧を受けた」として釈放された。スターリンはエジョフに対して「社会主義の法律に違反している」と非難した。さまざまな推定によれば、11万人から30万人の囚人が釈放されたという。しかし、その多くは厳格な条件付きであり、釈放されても短命に終わった。収容所や刑務所の数は、エジョフの後任者であるラヴリェンチー・ベリヤによる指揮のもとで補充された。1939年に再開されたソ連の覇権拡大の過程で、「政治的に信頼できない人々」、すなわち「社会的に有害な要素」や「ソ連の敵対者」の存在は増え続けていった。さらに、チェーカーからの攻撃に晒されていた場合、「当局は間違いを犯さない」との不文律も手伝って、「人民の敵」の汚名を拭い去るのは不可能であった。
歴史家のオレグ・フリエヴニュークは、「スターリンの立場こそが、大粛清の激化に決定的な役割を果たした。1938年1月17日、スターリンは内務人民委員、ニカラーイ・イヴァーナヴィチ・エジョーフに対し、新たな指令を与えた...この指令は、大粛清を主導する組織において、スターリンが果たした決定的な役割と、スターリンによる命令の執行者としてのエジョフの従属的な立場を示す証拠の一つにすぎない。粛清と大規模な実行に関するすべての重要な決定を開始したのはスターリンであることを示す文書は数多く残っているのだ」と書いた。

## 家族

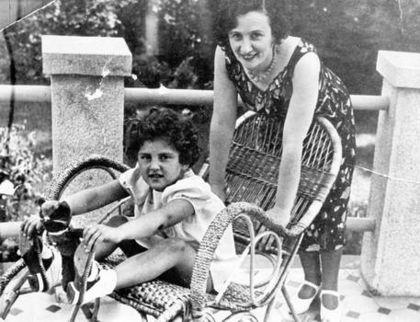
エジョフの二番目の妻・イェヴゲーニヤと、養子のナターリヤ

最初の妻であるアントニーナ・アレクシーイェヴナ・チトヴァ(Антонина Алексеевна Титова)とは、1930年に離婚している。アントニーナは抑圧を受けることなく生き延び、1988年9月14日に亡くなった。
1930年、エジョフは雑誌の編集長をやっていたイェヴゲーニヤ・ハユーチナと結婚した。彼女には、夫以外にも関係を持っている男性が複数人いた。1938年9月18日、エジョフはイェヴゲーニヤに「離婚したい」と切り出した。イェヴゲーニヤは途方に暮れ、スターリンに「助けと保護」を求める手紙を綴ったが、スターリンは返事を寄越さなかった。1938年5月ごろには、彼女の精神状態はかなり悪化し、雑誌の編集作業もままならなくなっていた。1938年10月29日、彼女は「重度の鬱病」と診断され、療養所で過ごすことになった。1938年11月15日、イェヴゲーニヤの友人、ジナイーダ・グリキーナ(Зинаида Гликина)が逮捕された。イェヴゲーニヤはスターリンに二度目の手紙を綴ったが、最初の手紙のときと同じく、スターリンは返事を寄越さなかった。11月17日、イェヴゲーニヤは「ルミナール」（睡眠薬）を大量に服用して意識不明となり、その二日後の1938年11月19日、意識が戻らぬまま死亡した。
妻の死について尋問を受けた際に、エジョフは「普通の毒物を入手しようと思えば入手できたが、そんな毒物を飲ませた場合、私が自らの手で、あるいは共犯者を通して妻を殺したのではないか、あるいは自殺幇助のために毒物を飲ませたのではないか、と疑われてしまうかもしれない。鎮静剤を大量に服用した場合、死に至る可能性があることは分かっていた。私は妻に対し、毒は持っていないが、鎮静剤を沢山持っている事実を告げた」と語っている。また、エジョフはイェヴゲーニヤの葬儀には出席しなかった。
ジナイーダ・グリキーナは1940年1月25日に銃殺された。
エジョフには三人の甥がいた。セルゲイ・ニカラーエヴィチ・バブリンは、1939年10月23日の内務人民委員部特別会議の決定により、「危険分子」として、労働収容所にて8年の刑を言い渡された。1946年5月22日、刑期満了で釈放されるも、1952年1月26日、ソ連内務省特別委員会が出した決議により、以前と同じ理由で国外追放処分とされた。1953年5月末、恩赦となった。残りの甥、アナトーリイとヴィークトルは、いずれも1940年に銃殺され、のちに名誉回復がなされた。
1933年、エジョフは孤児院から生後5か月の女児を一人、養子として引き取った。その女児の名前は「ナターリヤ」といった。エジョフが逮捕されたあとの1939年、ナターリヤは再び孤児院に預けられた。その後の彼女はナターリヤ・ニカラーエヴナ・ハユーチナ(Наталья Николаевна Хаютина)と名乗るようになった。
ナターリヤは「養父に対する告発にはいずれも根拠が無い」とし、養父の名誉回復を目指したが、失敗に終わっている。2016年1月10日、ナターリヤは亡くなった。

## 栄誉
- レーニン勲章（「内務人民委員部を統率し、政府の任務の遂行に際して傑出した成功を収めた」、1937年7月17日）[34]
- 赤旗勲章（ロシア語版）（1937年10月25日、モンゴル人民共和国）[34]
- 労農赤軍20周年記念勲章（ロシア語版）
- 「名誉チェキスト」

1941年1月24日、エジョフの勲章や称号は全て剥奪された。

## 資料
- История «железного наркома». В 1925 г. Н. Ежов — секретарь Киргизского обкома РКП … — Новости-kg
- Ежов Николай Иванович
- Список от 16.01.1940
- "Документы о деятельности Н. И. Ежова // Сайт «Документы Советской власти и советско-коммунистического террора»
- Мартиролог жертв политических репрессий, расстрелянных и захороненных в Москве и Московской области в 1918—1953 гг. // Сайт  Сахаровского центра
- О реабилитации Ежова
- Николай Ежов — передача радиостанции «Эхо Москвы»
- Виртуальный музей Н. И. Ежова
- «Напоил и порвал белье»: как предшественник Берии насиловал женщин
- Тексты докладов и выступлений Н. Ежова, приведённые в книге «Сталинский питомец» — Николай Ежов